# Perra chica

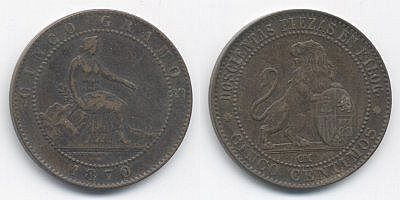
5 céntimos o perra chica, la perra gorda (10 cts) tenía iguales anverso y reverso, cambiando solo el valor facial y su tamaño.

La perra chica era el nombre coloquial con el que se denominaba a la moneda española de 5 céntimos de peseta de 1870. Posiblemente este nombre fuera dado en alusión al extraño león (al que se confundía con el desgaste de la moneda con un perro) que aparecía en el reverso. Asimismo, se le llamaba perra gorda a la moneda de iguales motivos en anverso y reverso con el doble de peso, tamaño y valor (10 céntimos). Sus sucesoras del mismo valor de 1877 a 1979 de Alfonso XII y las de 1940 a 1941 *45 al *53 del jinete, también mantuvieron esta denominación popular.  